# Hjärtbräda
Hjärtbräda är en hård oböjlig platta som placeras under ryggen på en sängliggande person innan hjärtmassage utförs. Syftet är att förhindra att personen sjunker ned i madrassen av stötarna.